# Fontenay (Vosgi)
Fontenay è un comune francese di 503 abitanti situato nel dipartimento dei Vosgi nella regione del Grand Est.

## Società

### Evoluzione demografica
Abitanti censiti